# The Triptych
The Triptych är det tredje albumet av det amerikanska metal-bandet Demon Hunter. Det gavs ut den 25 oktober 2005.

## Låtlista
1. "The Flame That Guides Us Home" - 0:29
2. "Not I" - 4:14
3. "Undying" - 4:18
4. "Relentless Intolerance2 - 4:02
5. "Deteriorate" - 5:53
6. "The Soldier's Song" - 5:24
7. "Fire To My Soul" - 4:03
8. "One Thousand Apologies" - 4:56
9. "The Science Of Lies" - 4:10
10. "Snap Your Fingers, Snap Your Neck" - 4:13
11. "Ribcage" - 3:47
12. "The Tide Began To Rise" - 5:35